# 에콰도르작은귀땃쥐
에콰도르작은귀땃쥐(Cryptotis equatoris)는 땃쥐과에 속하는 포유류의 일종이다. 에콰도르 중부의 안데스산맥의 동부와 서부 경사면에서 발견된다.